# Gran Premio del Sudafrica 1976
Il Gran Premio del Sudafrica 1976 è stata la seconda prova della stagione 1976 del Campionato mondiale di Formula 1. Si è corsa sabato 6 marzo 1976 sul Circuito di Kyalami. La gara è stata vinta dall'austriaco Niki Lauda su Ferrari; per il vincitore si trattò del nono successo nel mondiale. Ha preceduto sul traguardo il britannico James Hunt e il tedesco Jochen Mass entrambi su McLaren-Ford Cosworth. Fu questa la sessantesima vittoria iridata per una Ferrari in F1.

## Vigilia

### Sviluppi futuri
Nel corso del fine settimana venne annunciato lo scioglimento della GPDA, il sindacato dei piloti. Di fatto questi ultimi decisero di appoggiarsi alle richieste dei costruttori, creando all'interno di quella associazione una commissione per la sicurezza composta da Niki Lauda, Emerson Fittipaldi, Jody Scheckter, Jochen Mass e Jean-Pierre Jarier. I piloti premettero anche per uno spostamento del Gran Premio d'Italia dall'Autodromo di Monza a quello del Mugello.

### Aspetti tecnici
La Surtees fece esordire la TS19, la Hesketh il modello 308D, mentre la Parnelli portò la versione B della VJP4.

### Aspetti sportivi
La Lotus perse i due piloti con i quali aveva affrontato il Gran Premio del Brasile: Mario Andretti tornò alla Parnelli, mentre Ronnie Peterson prese il posto di Lella Lombardi alla March, con cui aveva già corso tra il 1970 e il 1972. Al loro posto venne ingaggiato Bob Evans (che nel 1975 aveva disputato diverse gare con la BRM) per far coppia con lo svedese esordiente Gunnar Nilsson, che avrebbe già dovuto esordire in Brasile, ma che era stato bloccato da un'opzione della March.
Si rividero la Hesketh (una vettura venne acquistata da Harald Ertl), l'Ensign con Chris Amon, e la Surtees con Brett Lunger. Sostituzione di pilota alla Wolf-Williams: il francese Michel Leclère prese il volante di Renzo Zorzi. Non si registrò la tradizionale pattuglia di team locali, anche per la cessazione del locale campionato di Formula 1: vi fu il solo Ian Scheckter con una Tyrrell, del team Lexington. La Copersucar portò il solo Emerson Fittipaldi, mentre la BRM, pur iscritta, non prese parte alla gara per l'assenza di un telaio pronto.
La gara rischiò di saltare per problemi finanziari, che comunque si risolsero per tempo, tanto che la gara venne confermata il 6 gennaio.

## Qualifiche

### Resoconto
Nella prima giornata di prove del mercoledì il tempo migliore venne fatto segnare da James Hunt, che precedette di 21 centesimi Niki Lauda. I tempi risultarono più alti di quelli fatti segnare nelle libere dei giorni precedenti, a causa di temperature più elevate. Hunt fu anche autore di un'uscita di pista, che però non compromise il prosieguo delle prove. Anche Vittorio Brambilla fu protagonista di un'escursione, senza conseguenze gravi. La Lotus di Gunnar Nilsson fu soggetta a un incendio, mentre Laffite non poté provare per un guaio al cambio. Cedette anche il propulsore sulla Brabham-Alfa Romeo di Carlos Pace.
Al giovedì si ripropose la sfida tra Hunt e Lauda. L'inglese scese a 1'16"10, precedendo l'austriaco di dieci centesimi, e conquistando la seconda pole consecutiva. La seconda fila venne conquistata da John Watson su Penske e da l'altro pilota della McLaren Jochen Mass. Le Ferrari lamentavano una scarsa confidenza con gli pneumtaici portati dalla Goodyear. Delusero nelle prove le Brabham, che chiusero in sesta e settima fila, e Emerson Fittipaldi che concluse al ventunesimo posto.

### Risultati
Nella sessione di qualifica si è avuta questa situazione:
| Pos | Nº | Pilota             | Costruttore                 | Tempo   | Griglia |
| --- | -- | ------------------ | --------------------------- | ------- | ------- |
| 1   | 11 | James Hunt         | McLaren-Ford Cosworth       | 1'16"10 | 1       |
| 2   | 1  | Niki Lauda         | Ferrari                     | 1'16"20 | 2       |
| 3   | 28 | John Watson        | Penske-Ford Cosworth        | 1'16"43 | 3       |
| 4   | 12 | Jochen Mass        | McLaren-Ford Cosworth       | 1'16"45 | 4       |
| 5   | 9  | Vittorio Brambilla | March-Ford Cosworth         | 1'16"64 | 5       |
| 6   | 4  | Patrick Depailler  | Tyrrell-Ford Cosworth       | 1'16"77 | 6       |
| 7   | 16 | Tom Pryce          | Shadow-Ford Cosworth        | 1'16"84 | 7       |
| 8   | 26 | Jacques Laffite    | Ligier-Matra                | 1'16"88 | 8       |
| 9   | 2  | Clay Regazzoni     | Ferrari                     | 1'16"94 | 9       |
| 10  | 10 | Ronnie Peterson    | March-Ford Cosworth         | 1'17"03 | 10      |
| 11  | 7  | Carlos Reutemann   | Brabham-Alfa Romeo          | 1'17"09 | 11      |
| 12  | 3  | Jody Scheckter     | Tyrrell-Ford Cosworth       | 1'17"18 | 12      |
| 13  | 27 | Mario Andretti     | Parnelli-Ford Cosworth      | 1'17"25 | 13      |
| 14  | 8  | Carlos Pace        | Brabham-Alfa Romeo          | 1'17"26 | 14      |
| 15  | 17 | Jean-Pierre Jarier | Shadow-Ford Cosworth        | 1'17.35 | 15      |
| 16  | 15 | Ian Scheckter      | Tyrrell-Ford Cosworth       | 1'17"40 | 16      |
| 17  | 34 | Hans-Joachim Stuck | March-Ford Cosworth         | 1'17"44 | 17      |
| 18  | 22 | Chris Amon         | Ensign-Ford Cosworth        | 1'17"73 | 18      |
| 19  | 20 | Jacky Ickx         | Wolf-Williams-Ford Cosworth | 1'18"13 | 19      |
| 20  | 18 | Brett Lunger       | Surtees-Ford Cosworth       | 1'18"36 | 20      |
| 21  | 30 | Emerson Fittipaldi | Copersucar-Ford Cosworth    | 1'18"40 | 21      |
| 22  | 21 | Michel Leclère     | Wolf-Williams-Ford Cosworth | 1'18"82 | 22      |
| 23  | 5  | Bob Evans          | Lotus-Ford Cosworth         | 1'19.35 | 23      |
| 24  | 24 | Harald Ertl        | Hesketh-Ford Cosworth       | 1'22"11 | 24      |
| 25  | 6  | Gunnar Nilsson     | Lotus-Ford Cosworth         | 1'22"70 | 25      |

## Gara

### Resoconto
Niki Lauda prese la testa subito alla partenza seguito da Jochen Mass, Vittorio Brambilla e James Hunt. Si ritrovarono presto nelle retrovie, a causa di una poco felice partenza, sia Watson che Jacques Laffite. Brambilla passò poi nel corso del secondo giro Mass. l'idolo locale Ian Scheckter venne urtato all'ingresso della curva Barbeque, nella ruota posteriore destra, dalla Wolf Williams di Leclere e chiuse subito nelle reti, dopo poche centinaia di metri, il suo unico GP stagionale.
Anche Hunt, partito dalla pole, passò il compagno Mass nel corso del secondo giro, per poi essere in una dura battaglia con Vittorio Brambilla. Dietro Ronnie Peterson passò Patrick Depailler, cogliendo il quinto posto. Dopo tre giri Hunt sfruttò un errore di Brambilla, conquistando il secondo posto. All'ottavo giro anche Mass passò Brambilla, nuovamente autore di una sbavatura.
Dalla retrovie stava rinvenendo intanto Tom Pryce, ottavo dopo il primo giro, che passò nei primi giri Carlos Reutemann, poi sfruttò un contatto tra Peterson e Depailler, per porsi in quinta posizione. Al 18º giro il gallese della Shadow passò anche Brambilla, che, poco dopo venne passato anche da Clay Regazzoni.
In testa, nel frattempo, James Hunt stava tentando di ridurre il distacco da Lauda. Al giro 43 Pryce fu costretto a un cambio gomme, ciò che lo fece precipitare in classifica. Regazzoni scalò così in quarta posizione, ma, dopo essere stato passato da Jody Scheckter, dovette ritirarsi per un guasto al propulsore. Ora la classifica, dietro al duo Lauda-Hunt, vedeva Mass, Scheckter, Brambilla e Watson.
Negli ultimi giri Hunt si avvicinò a Lauda, che soffriva per un detrito conficcatosi in uno pneumatico, mentre Brambilla fu costretto a una sosta ai box per una foratura, uscendo così dalla zona punti. Niki Lauda fu capace di mantenere la testa della gara, facendo ottenere la 60ª vittoria alla Ferrari nel mondiale, con poco più di un secondo di margine. Completò il podio Mass, davanti a Jody Scheckter e a due piloti su vetture statunitensi: John Watson su Penske (il nordirlandese tornò a punti dopo un anno di digiuno) e Mario Andretti su Parnelli.

### Risultati
I risultati del gran premio sono i seguenti:
| Pos | No | Pilota             | Costruttore                 | Giri | Tempo/Ritiro        | Pos.Griglia | Punti |
| --- | -- | ------------------ | --------------------------- | ---- | ------------------- | ----------- | ----- |
| 1   | 1  | Niki Lauda         | Ferrari                     | 78   | 1:42'18"4           | 2           | 9     |
| 2   | 11 | James Hunt         | McLaren-Ford Cosworth       | 78   | + 1"3               | 1           | 6     |
| 3   | 12 | Jochen Mass        | McLaren-Ford Cosworth       | 78   | + 45"9              | 4           | 4     |
| 4   | 3  | Jody Scheckter     | Tyrrell-Ford Cosworth       | 78   | + 1'08"4            | 12          | 3     |
| 5   | 28 | John Watson        | Penske-Ford Cosworth        | 77   | + 1 Giro            | 3           | 2     |
| 6   | 27 | Mario Andretti     | Parnelli-Ford Cosworth      | 77   | + 1 Giro            | 13          | 1     |
| 7   | 16 | Tom Pryce          | Shadow-Ford Cosworth        | 77   | + 1 Giro            | 7           |       |
| 8   | 9  | Vittorio Brambilla | March-Ford Cosworth         | 77   | + 1 Giro            | 5           |       |
| 9   | 4  | Patrick Depailler  | Tyrrell-Ford Cosworth       | 77   | + 1 Giro            | 6           |       |
| 10  | 5  | Bob Evans          | Lotus-Ford Cosworth         | 77   | + 1 Giro            | 23          |       |
| 11  | 18 | Brett Lunger       | Surtees-Ford Cosworth       | 77   | +1 Giro             | 20          |       |
| 12  | 34 | Hans-Joachim Stuck | March-Ford Cosworth         | 76   | + 2 Giri            | 17          |       |
| 13  | 21 | Michel Leclère     | Wolf-Williams-Ford Cosworth | 76   | + 2 Giri            | 22          |       |
| 14  | 22 | Chris Amon         | Ensign-Ford Cosworth        | 76   | + 2 Giri            | 18          |       |
| 15  | 24 | Harald Ertl        | Hesketh-Ford Cosworth       | 74   | + 4 Giri            | 24          |       |
| 16  | 20 | Jacky Ickx         | Wolf-Williams-Ford Cosworth | 73   | + 5 Giri            | 19          |       |
| 17  | 30 | Emerson Fittipaldi | Copersucar-Ford Cosworth    | 70   | Motore              | 21          |       |
| Rit | 2  | Clay Regazzoni     | Ferrari                     | 52   | Motore              | 9           |       |
| Rit | 26 | Jacques Laffite    | Ligier-Matra                | 49   | Motore              | 8           |       |
| Rit | 17 | Jean-Pierre Jarier | Shadow-Ford Cosworth        | 28   | Radiatore           | 15          |       |
| Rit | 8  | Carlos Pace        | Brabham-Alfa Romeo          | 22   | Pressione dell'olio | 14          |       |
| Rit | 6  | Gunnar Nilsson     | Lotus-Ford Cosworth         | 18   | Frizione            | 25          |       |
| Rit | 7  | Carlos Reutemann   | Brabham-Alfa Romeo          | 16   | Pressione dell'olio | 11          |       |
| Rit | 10 | Ronnie Peterson    | March-Ford Cosworth         | 15   | Incidente           | 13          |       |
| Rit | 15 | Ian Scheckter      | Tyrrell-Ford Cosworth       | 0    | Incidente           | 16          |       |

## Statistiche
Piloti
- 9ª vittoria per Niki Lauda
- 10° podio per James Hunt
- 1º Gran Premio per Gunnar Nilsson

Costruttori
- 60° vittoria per la Ferrari

Motori
- 60ª vittoria per il motore Ferrari

Giri al comando
- Niki Lauda (1-78)

## Classifiche

### Piloti
| Pos | Pilota             | Punti |
| --- | ------------------ | ----- |
| 1   | Niki Lauda         | 18    |
| 2   | Patrick Depailler  | 6     |
| 3   | James Hunt         | 6     |
| 4   | Jochen Mass        | 5     |
| 5   | Jody Scheckter     | 5     |
| 6   | Tom Pryce          | 4     |
| 7   | Hans-Joachim Stuck | 3     |
| 8   | John Watson        | 2     |
| 9   | Mario Andretti     | 1     |

### Costruttori
| Pos | Costruttore            | Punti |
| --- | ---------------------- | ----- |
| 1   | Ferrari                | 18    |
| 2   | Tyrrell -Ford Cosworth | 9     |
| 3   | McLaren-Ford Cosworth  | 7     |
| 4   | Shadow-Ford Cosworth   | 4     |
| 5   | March-Ford Cosworth    | 3     |
| 6   | Penske-Ford Cosworth   | 2     |
| 7   | Parnelli-Ford Cosworth | 1     |